# Amerindiska språk
Amerindiska språk är en hypotetisk språkfamilj som föreslagits av Joseph Greenberg.  Den omfattar alla amerikanska ursprungsspråk med undantag av Na-dene-språk och eskimåisk-aleutiska språk.  Amerindiska språk är en kontroversiell och omstridd språkfamilj, trots att den stöds av ungefär 500 kognater, liksom ett antal grammatiska mönster.